# Bernd R. Bienert
unter Herbert von Karajan

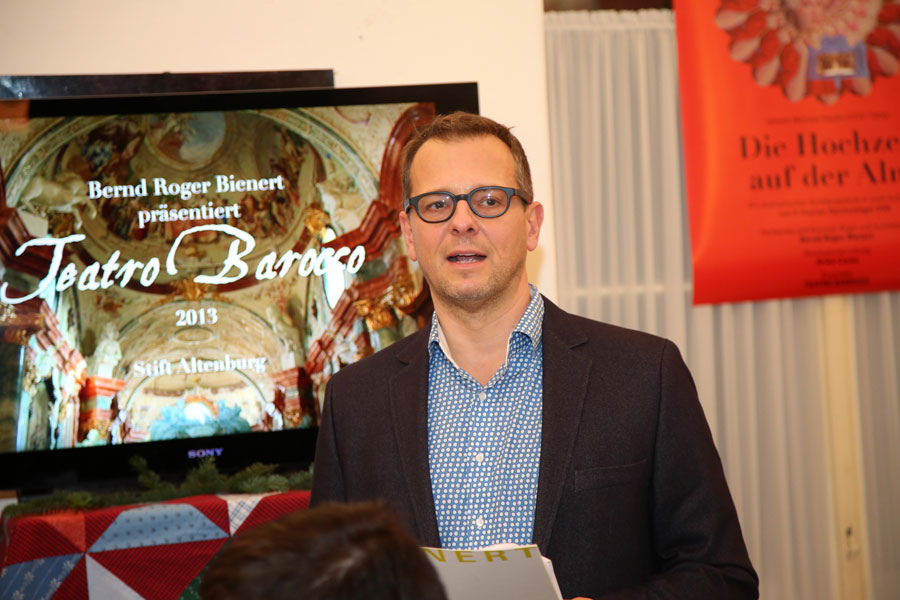
Bernd Roger Bienert (2013)

Bernd Roger Bienert (* 17. Jänner 1962 in Wien), ist ein österreichischer Intendant, Theater- und Opernregisseur, Choreograf, Ballettdirektor, Kostüm- und Bühnenbildner, Autor, Universitätslektor und Kurator. Am 20. Juni 2024 wurde ihm von Österreichischen Bundespräsidenten Alexander Van der Bellen der Berufstitel „Professor“ verliehen.

## Leben

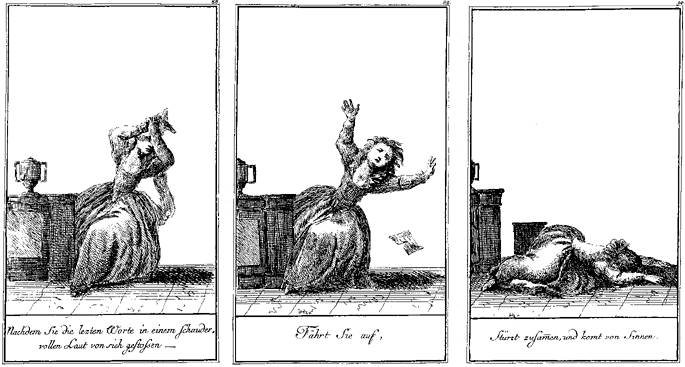
Kupferstiche von J. F. Götz zum Melodram Lenardo und Blandine, 1783

Bienert wuchs als Balletteleve an der Wiener Staatsoper auf. Er konnte in Inszenierungen von Otto Schenk und Franco Zeffirelli und unter Herbert von Karajan bereits früh erste Bühnenerfahrungen sammeln. Bereits als Kind und in jugendlichem Alter stand Bienert in zahlreichen Operninszenierungen und Balletten, gemeinsam mit Lucia Popp, Eberhard Wächter, Christa Ludwig, Agnes Baltsa, Plácido Domingo, Nicolai Ghiaurov und Rudolf Nurejew, auf der Bühne der Wiener Staatsoper.
WIENER STAATSOPER
Ab 1978 bis 1985 wirkte Bienert in Engagements als Bühnentänzer und Regisseur von Oper, Theater und Ballett und als Bühnen- und Kostümbildner an der Staatsoper Wien und am Nederlands Dans Theater, in Den Haag, unter Jiri Kylian und international. Enge Zusammenarbeiten mit Hans van Manen, William Forsythe, Nils Christe, Christopher Bruce, James Vincent, Nacho Duato.
OPERNHAUS ZÜRICH
Am Opernhaus Zürich war Bienert von 1991 bis 1996 als Ballettdirektor und Chefchoreograph, Opernregisseur, Bühnen- und Kostümbildner und als Kurator der Ballettvorstellungen engagiert. Er holte erstmals an das Opernhaus Zürich die Starchoreografen Hans van Manen und Mats Ek, zudem erreichte 1992  seine Inszenierung des Balletts Der Nussknacker im Bühnenbild des Stararchitekten Mario Botta die höchste, je erreichte Publikumsauslastung am Opernhaus Zürich, seit Beginn der statistischen Aufzeichnungen. 1999 bis 2001 schloss sich ein Engagement als Ballettdirektor und Chefchoreograph, Bühnen- und Kostümbildner am Saarländischen Staatstheater Saarbrücken an.
BALLETTDIREKTOR UND CHEFCHOREOGRAF
Bienert hat mit seinen Zusammenarbeiten in Uraufführungen zeitgenössischer Werke von Komponist wie Olga Neuwirth und Luciano Berio,  Karlheinz Essl, Jay Schwartz, Hans-Werner Henze und Schriftsteller wie Elfriede Jelinek, Gert Jonke und Sabine Gruber Geschichte geschrieben und sich in Kooperationen mit Tanzwissenschaftler wie Anne Hutchinson-Guest, Claudia Jeschke, sowie Kenneth Archer und Millicent Hodson, um die Rekonstruktionen tanzhistorisch bedeutender Choreographien verdient gemacht, etwa von Vaslav Nijinski, Ernst Börlin, Michel Fokine, Nicholas Beriozoff und Arthur Saint-Léon.
INTERNATIONALE URAUFFÜHRUNGEN
Zahlreiche Uraufführungen seiner Werke fanden außerhalb Österreichs statt, am Opernhaus Zürich, an der Deutschen Oper am Rhein, Düsseldorf, der Deutschen Oper Berlin, dem Basler Theater, in Amsterdam und Den Haag, sowie beim Festival Wien Modern, der ars electronica in Linz, den Salzburger Festspielen, dem Wiener Burgtheater, dem Wiener Volkstheater, beim internationalen Festival Impulstanz Wien im Akademietheater, am Festspielhaus St. Pölten und, auf Einladung von Hans Werner Henze, bei der ersten Münchener Biennale für zeitgenössische Musik in München. Zusammenarbeit mit den Dirigenten Vladimir Fedossejew, Lorin Maazel, Claudio Abbado und den Stararchitekten Zaha Hadid, Aldo Rossi, Mario Botta, Renzo Piano und Jean Nouvel, die für Bienerts Ballette erstmals zeitgenössische, außergewöhnliche Bühnenbilder entwarfen sowie mit den Kostümbildnern Dorothée Uhrmacher, Amanda Freyer und Keso Dekker.
TEATRO BAROCCO
Seit der Gründung seines Opernfestivals Teatro Barocco 2012, rekonstruiert Bienert die Regie, Bühnenbilder und Kostüme nach historischen Quellen, u. a. nach dem Vorbild der Kupferstiche von J. F. Goez, die historische Darstellungs- bzw. Inszenierungspraxis des 18. Jahrhunderts im Bereich der Oper und des Melodrams, zumeist an den originalen historischen Schauplätzen, wie dem Schlosstheater Laxenburg (am Originalschauplatz der Uraufführungsinszenierung seit 1786 erste Aufführung von Mozarts Le nozze di Figaro, 2016), dem Schlosstheater Schönbrunn (UA des Melodrams Philon und Theone von G.A Benda, 2021), Stift Altenburg, Stift Melk (Erstaufführung Tod der Dido von I. Holzbauer, 2022), Stift Göttweig (Antonio e Cleopatra, von J. A. Hasse, 2023) und, am Originalschauplatz von 1754 in Schloss Hof, die beiden Opern Le Cinesi von C. W. Gluck, (Rekonstruktion der Uraufführungsinszenierung), sowie die seit 1754 erste Wiederaufführung von Il vero omaggio von Giuseppe Bonno.

## Projekte (Auswahl)
- ÜberLeben (Ballett) Auszeichnung: 1. Preis (Christl-Zimmerl-Preis), Wiener Choreographischer Wettbewerb, 1982
- Un Re in Ascolto, Luciano Berio, Uraufführung: Salzburger Festspiele
- 1 trazoM (Ballett); Musik: Wolfgang Amadeus Mozart; Choreographie: Bernd R. Bienert; Uraufführung: Nijmegen, Introdans, 1986
- Der trojanische Frieden (Oper) Musik: Max Beckschäfer; Libretto: Herbert Rosendorfer; Regie, Choreographie, Ausstattung: Bernd R. Bienert, Uraufführung: München, 1. Münchener Biennale, 1988 (Inszenierung und Ausstattung: Bernd R. Bienert)
- Compass, Luciano Berio, Uraufführung: Oper Zürich (Bühnenbilder: Renzo Piano, Kostüme: Bernd R. Bienert)
- Medea-Fragment, Musik: Hans-Jürgen von Bose Uraufführung: Zürich, Opernhaus, 1994 (Bühnenbild: Mario Botta, Kostüme: Bernd R. Bienert)
- Alpenglühn, Musik: Thomas Pernes, Staatsoper Wien, Uraufführung 1984 (Libretto, Regie und Choreografie, Bühnenbild und Kostüme)
- Der Nußknacker (Ballett) nach Motiven von E. T. A. Hoffmann; Musik: Pjotr Iljitsch Tschaikowski; Choreographie: Bernd R. Bienert, Uraufführung mit dem Zürcher Ballett, Opernhaus Zürich, 1995
- Er, nicht als er (Theaterstück von Elfriede Jelinek; 1998) Regie: Bernd R. Bienert, Volkstheater Wien, 1999 (Inszenierung und Ausstattung: Bernd R. Bienert)
- Bolero. Airplane Love Waltzes (Ballett) Choreographie, Inszenierung, Ausstattung: Bernd R. Bienert, Uraufführung: Saarbrücken, Saarländisches Staatstheater, 2000
- Unruhiges Wohnen (Tanztheater) Text: Elfriede Jelinek, Musik: Roman Haubenstock-Ramati; Regie, Choreographie: Bernd R. Bienert, Uraufführung: Linz: »Ars Electronica«, 1991
- Der Tod und das Mädchen II (Ballett) Text: Elfriede Jelinek; Musik: Olga Neuwirth Choreographie, Inszenierung, Ausstattung: Bernd R. Bienert, Auftragswerk des Saarländischen Staatstheaters in Koproduktion mit dem Zentrum für Kunst- und Medientechnologie (ZKM) Karlsruhe und dem Kulturprogramm Deutscher Pavillon EXPO 2000
- The Distance of the Moon (Ballett) Musik: Karlheinz Essl; Choreographie, Inszenierung, Ausstattung: Bernd R. Bienert, Kostüme: Amanda Freyer, Uraufführung: 28. Juni im Schömer-Haus, Klosterneuburg, 2002
- alzburg: eutopa (Tanz Stück zum Österreich-Jubeljahr 2005) Musik: Jay Schwartz, Karlheinz Essl; Regie, Choreographie, Text, Ausstattung: Bernd R. Bienert, Uraufführung am 23. November 2005, Semperdepot, Wien[3]
- seit Gründung von Teatro Barocco 2012, widmet sich Bienert ausschließlich der Erforschung und Inszenierung von Werken der Mozartzeit und erarbeitet in der Ästhetik und Gestik des österr. Spätbarocks, Rokoko und Biedermeier im Schlosstheater Schönbrunn, in Stift Altenburg, im Schlosstheater Laxenburg, im Wiener Musikverein, in Stift Melk, Ur- und Erstaufführungen von Opern, Singspielen und Melodramen von J. A. Hasse, G. A. Benda, Joseph und Michael Haydn, Peter von Winter, Wolfgang Amadé Mozart, Franz Schubert, C. W. Gluck
- am 1. August 2020 veröffentlichte Bienert sein Forschungsergebnis zur wahren Identität des Don Alfonso aus Mozarts Oper Così fan tutte in der österreichischen Tageszeitung Die Presse[4]
- 2016 erste Aufführung seit 1786 von Mozarts Le nozze di Figaro, am Originalschauplatz im Schlosstheater Laxenburg
- 2021 Uraufführung: Philon und Theone von G. A. Benda, Schlosstheater Schönbrunn
- 2025 Schloss Hof, Denis Klage auf den Todt Maria Theresien, Kantate von Anton Zimmermann (erste Aufführung seit der Uraufführung 1780)
- 2025 Schloss Hof, Le Cinesi von C. W. Gluck, (Rekonstruktion der Oper, am Originalschauplatz der Uraufführung von 1754)
- 2025 Schloss Hof, Il vero Omaggio von Giuseppe Bonno, (erste Wiederaufführung am Originalschauplatz seit der Uraufführung 1754)